# Caupolicana dimidiata
Caupolicana dimidiata is een vliesvleugelig insect uit de familie Colletidae. De wetenschappelijke naam van de soort is voor het eerst geldig gepubliceerd in 1917 door Herbst.